# Lucas Chevalier-Girod
Lucas Chevalier-Girod (* 26. Januar 1976) ist ein ehemaliger französischer Skispringer.

## Werdegang
Chevalier-Girod, der für Les Rousses startete, bestritt sein erstes Weltcup-Springen am 10. Dezember 1994 im slowenischen Planica. Das Springen auf der Normalschanze beendete er auf dem 22. Platz. Im Teamspringen beim Weltcup in Lahti am 28. Januar 1995 wurde er gemeinsam mit Jérôme Gay, Nicolas Dessum und Didier Mollard Siebenter. Am 12. Februar 1995 erreichte er im Weltcup-Springen in Oslo mit Platz 11 auf der Großschanze die beste Einzelplatzierung seiner Karriere in einem Weltcup-Springen.
Bei der Junioren-Weltmeisterschaft 1995 in Gällivare gewann er am 1. März 1995 auf der Normalschanze die Bronzemedaille. Bei der kurz darauf stattfindenden Nordischen Skiweltmeisterschaft 1995 im kanadischen Thunder Bay wurde er auf der Normalschanze 25., auf der Großschanze 30. und im Teamspringen Vierter. In den folgenden Saisons konnte er nur selten in die Top 30 springen. Bei der Nordischen Skiweltmeisterschaft 1997 in Trondheim konnte er auf der Normalschanze nur den 49. und auf der Großschanze nur den 30. Platz erreichen. Für das Teamspringen wurde er nicht nominiert. Auch zwei Jahre später konnte er seine Leistung nicht steigern und kam bei der Nordischen Skiweltmeisterschaft 1999 im österreichischen Ramsau am Dachstein auf der Normalschanze nur auf den 30. und auf der Großschanze auf den 41. Platz.
Nach einem weiteren Jahr und nur mittelmäßigen Ergebnissen im hinteren Punktefeld oder außerhalb der Punkteränge, beendete er nach dem Springen am 5. Dezember 1999 im italienischen Val di Fiemme seine aktive Skispringerkarriere.